# Giacomo Marramao

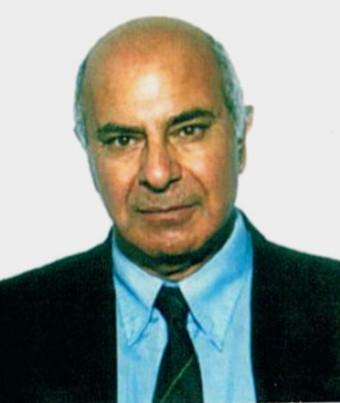
G. Marramao

Giacomo Marramao (* 18. Oktober 1946 in Catanzaro) ist ein italienischer Philosoph, der bis 2018 an der Universität Rom III (Università degli studi di Roma Tre) lehrte.

## Leben
Marramao studierte an der Universität Florenz bei Eugenio Garin bis 1969. Er war Fellow Scholar des Consiglio Nazionale delle Ricerche und der Humboldt-Stiftung an der Goethe-Universität Frankfurt (1971–1975).
Zwischen 1976 und 1995 lehrte er als Professor für Politik und Philosophie der Politik an der Universität Neapel. Bis 2018 war er darauf Professor an der Universität Rom III.
Gastprofessuren hatte er in Paris (Sorbonne, SciencesPo, Nanterre), Berlin (Freie Universität), London (Warburg Institute), Wien, Madrid (Complutense), Barcelona (UB, UAB), Santander, Oviedo, Murcia, Granada, Maiorca, Sevilla, New York (Columbia University), University of California, Berkeley, University of California, Irvine, Texas A&M University, Stony Brook University, Mexiko-Stadt (Nationale Autonome Universität von Mexiko), University of Buenos Aires, Rosario, Cordoba, Rio de Janeiro (Universidade Federal), San Paolo (SPSU), Porto Alegre (Unisinos), Belo Horizonte.
Er war Mitglied des Collège international de philosophie in Paris. Viele seiner Bücher sind übersetzt: The Passage West: Philosophy After the Age of the Nation State (Verso), Against the Power: Philosophy and Writing (John Cabot University Press).
2005 erhielt er durch den französischen Präsidenten die "Palmes académiques". 2009 erhielt er den italienischen Internationalen Philosophiepreis „Karl-Otto Apel“, 2013 den Ehrendoktor der Universität Cordoba (Argentinien).

## Werk
Er befasste sich mit Giovanni Gentiles Beitrag zum italienischen Marxismus, dem Prozess der Transformation, der Säkularisierung und zuletzt der Globalisierung. Ferner untersuchte er Carl Schmitt und den Dezisionismus.(2016)

## Schriften
- Marxism and Revisionism in Italy (1971)
- Austro-Marxism and left wing Socialism between the two Wars (1977)
- The Political and the Transformations (1979)
- Power and Secularization (1985)
- Art. Säkularisierung, in: Historisches Wörterbuch der Philosophie, VIII, 1992
- Kairós. Apologia del tempo debito, Rom/Bari 1993 
  - Kairós: Towards an Ontology of Due Time (Davies 2007, 2024). ISBN  978-1888570373
- Die Säkularisierung der westlichen Welt, insel, 1996. ISBN 978-3-45834259-5
- Passaggio a Occidente. Filosofia e globalizzazione (2003; neue Aufl. 2009 und 2021). 
  - The passage West. Philosophy and globalisation (2012). ISBN 978-1844678525
- La passione del presente (2008)
- Contro il potere (2011). 
  - Against Power: For an Overhaul of Critical Theory (2016) (Auseinandersetzung mit Elias Canetti und Herta Müller)
- (Hrsg.): The Bewitched World of Capital, Brill/Haymarket 2020.
- Für eine neue Renaissance (= Reihe Kanten). Edition Konturen, Wien Hamburg 2021, ISBN 978-3-902968-68-5.